# Château de Craffault
Le château de Craffault est situé à Plédran en France.

## Localisation
Le château est situé sur la commune de Plédran dans le département des Côtes-d'Armor, dans la région Bretagne.

## Description
Le château est constitué d'un corps de logis dont la façade principale,  date du XVIe siècle pour sa partie droite, et du XVIIe sièclepour sa partie gauche, d'un pavillon datant probablement du XVe siècle abritant l'escalier principal, et enfin d'une galerie, d'un pavillon et d'une aile au nord datant de 1902 et conçus par l'architecte rennais Jean-Baptiste Martenot dans un souci d'harmoniser les nouvelles constructions avec la façade principale (restaurations importantes de 1899 à 1902 avec éléments de réemploi provenant du château de Costardais à Médréac).

## Protection
Le château est inscrit partiellement au titre des monuments historiques par arrêté du 9 mai 1990. Les éléments protégés sont : le logis, les douves et les soubassements du châtelet d'entrée.